# Вьюнное
Вьюнное — поселок в Суражском районе Брянской области в составе Нивнянского сельского поселения.

## География
Находится в северо-западной части Брянской области на расстоянии приблизительно 12 километров на северо-восток по прямой от районного центра города Сураж.

## История
На карте 1941 года отмечен как поселение с 16 дворами.

## Население
Численность населения: 23 человека (русские 100 процентов) в 2002 году, — 14 в 2010.